# Regeringen Gro Harlem Brundtland II
Regeringen Gro Harlem Brundtland II var Norges regering fra 9. maj 1986 til 16. oktober 1989. Det var en ren Arbeiderparti mindretalsregering. 
| Portefølge                                                           | Minister                                                        | Periode                                                                 | Parti |
| -------------------------------------------------------------------- | --------------------------------------------------------------- | ----------------------------------------------------------------------- | ----- |
| Statsminister                                                        | Gro Harlem Brundtland                                           |                                                                         | Ap    |
| Udenrigsminister                                                     | Knut Frydenlund Johan Jørgen Holst (fung.) Thorvald Stoltenberg | - 26. februar 1987 (†) 26. februar 1987 - 9. marts 1987 9. marts 1987 - | Ap    |
| Landbrugsminister                                                    | Gunhild Elise Øyangen                                           |                                                                         | Ap    |
| Kirke- og Uddannelsesminister                                        | Kirsti Kolle Grøndahl Mary Kvidal                               | - 13. juni 1988 14. juni 1988 -                                         | Ap    |
| Forsvarsminister                                                     | Johan Jørgen Holst                                              |                                                                         | Ap    |
| Miljøminister                                                        | Sissel Marie Rønbeck                                            |                                                                         | Ap    |
| Forbruger- og Administrationsminister                                | Anne-Lise Bakken Einfrid Daghild Halvorsen Oddrun Pettersen     | - 13. juni 1988 13. juni 1988 - 28. april 1989 28. april 1989 -         | Ap    |
| Finansminister                                                       | Gunnar Berge                                                    |                                                                         | Ap    |
| Fiskeriminister                                                      | Bjarne Mørk Eidem                                               |                                                                         | Ap    |
| Sundhedsminister                                                     | Kari Gjesteby                                                   |                                                                         | Ap    |
| Industriminister                                                     | Finn Kristensen                                                 |                                                                         | Ap    |
| Udviklingsminister                                                   | Vesla Gunvor Vetlesen Kirsti Kolle Grøndahl                     | - 13. juni 1988 14. juni 1988 -                                         | Ap    |
| Kommunal- og Arbejdsminister                                         | Leif Haraldseth William Engseth Kjell Borgen                    | - 20. februar 1987 21. februar 1987 - 13. juni 1988 14. juni 1988 -     | Ap    |
| Justitsminister                                                      | Helen Marie Bøsterud                                            |                                                                         | Ap    |
| Olie- og Energiminister                                              | Arne Øien                                                       |                                                                         | Ap    |
| Socialminister                                                       | Tove Strand Gerhardsen                                          |                                                                         | Ap    |
| Handels- og Søfartsminister fra 1. januar 1988 i Udenrigsministeriet | Kurt Malvin Mosbakk Jan Balstad                                 | - 13. juni 1988 13. juni 1988 -                                         | Ap    |
| Transportminister                                                    | Kjell Borgen William Engseth                                    | - 13. juni 1988 14. juni 1988 -                                         | Ap    |